# Merkendorf (Memmelsdorf)

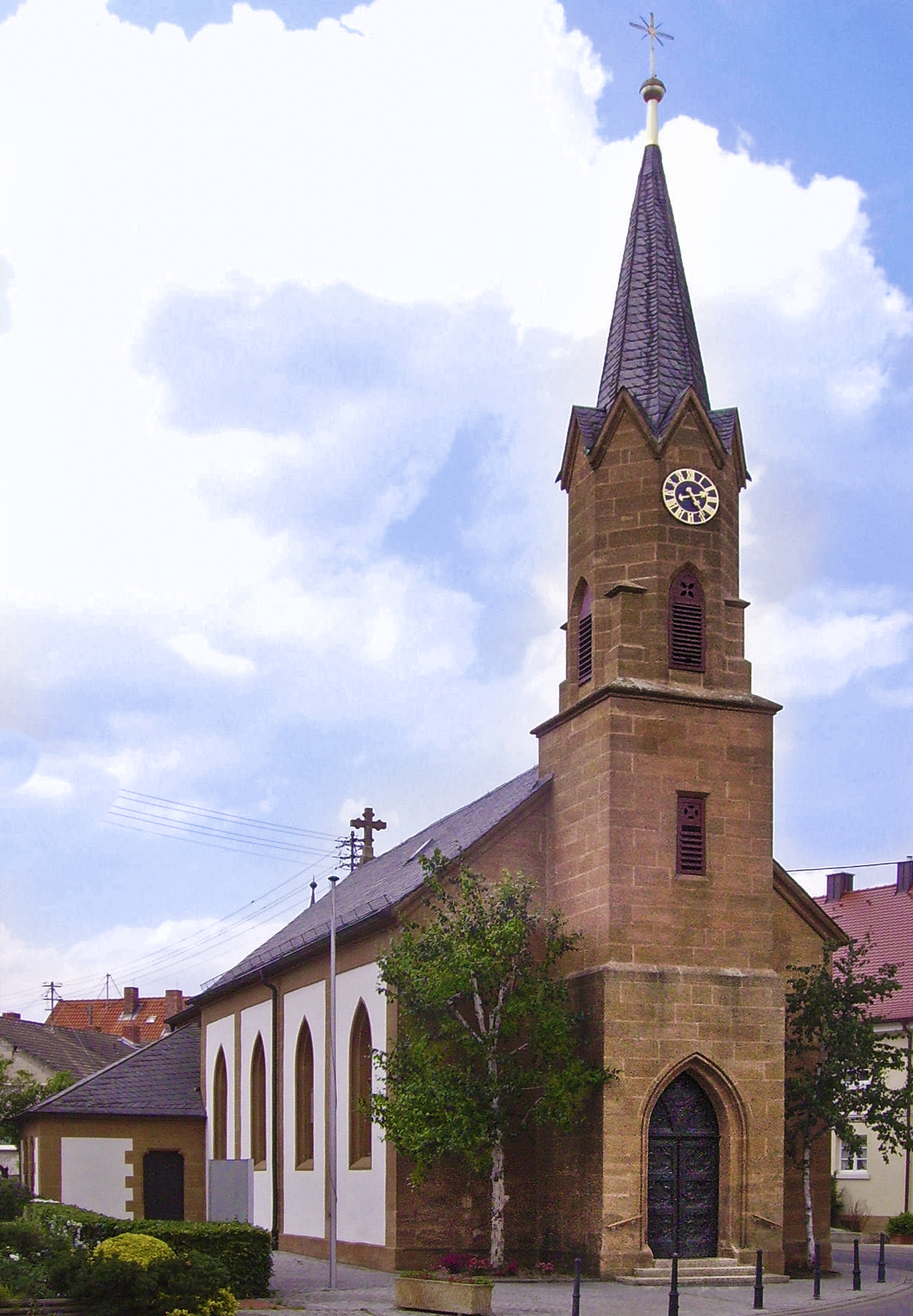
Kapelle „Kreuzerhöhung“

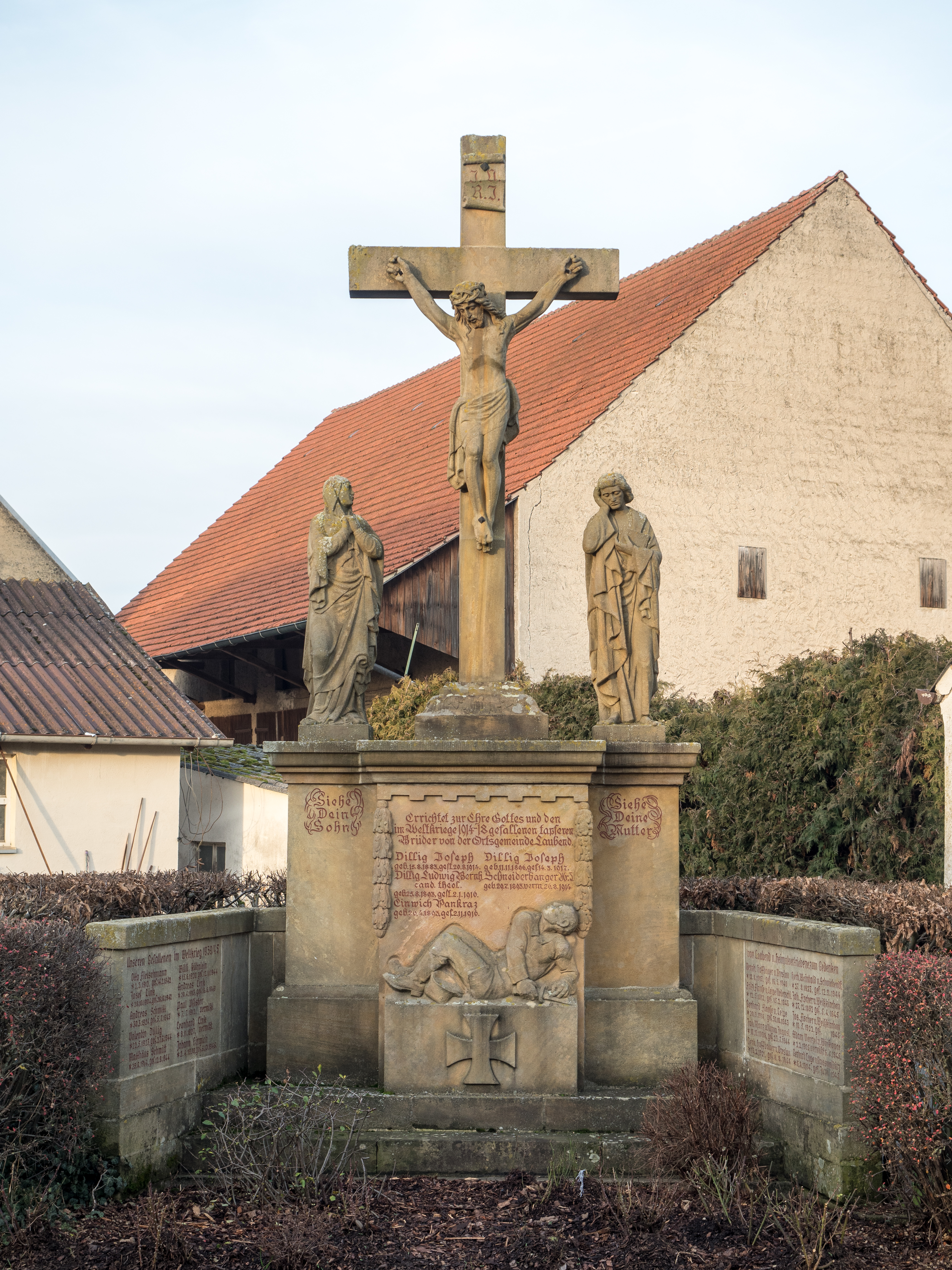
„Kreuzigungsgruppe“ und Kriegerdenkmal

Merkendorf ist ein Gemeindeteil der Gemeinde Memmelsdorf im oberfränkischen Landkreis Bamberg in Bayern.
Das Pfarrdorf Merkendorf hat etwa 900 Einwohner. Die gleichnamige Gemarkung hat eine Fläche von 653,65 Hektar und liegt vollständig auf dem Gebiet der Gemeinde Memmelsdorf. Auf ihr liegen die Memmelsdorfer Gemeindeteile Laubend und Merkendorf.

## Geografie
Nachbarorte sind Drosendorf und Laubend, die zur gleichen Gemeinde gehören, Straßgiech, Wiesengiech und Starkenschwind (alle Stadt Scheßlitz) sowie Hohengüßbach (Gemeinde Breitengüßbach).

## Geschichte
Der Ort wurde 1162 zum ersten Mal genannt. Ein Domkanoniker übergab Merkendorf an das Bistum Bamberg. Früher wurde der Ort „Mirckendorf“ oder auch „Merckhendorf“ genannt.
Ein Domherr des Bamberger Domkapitels hatte als Obleiherr die Vogteilichkeit.
Der Zustand der Lehen verschlechterte sich nach dem Dreißigjährigen Krieg dramatisch. Nach der Säkularisation konnte das Lehen als Eigentum erworben werden. Merkendorf hatte damals 52 Häuser. Drei fielen der Gemeinde Memmelsdorf zu, sechs dem späteren Bürgerspital Bamberg und der Rest war dem königlichen Rentamt Hallstadt lehenbar.
Die noch bestehende Freiwillige Feuerwehr wurde 1874 gegründet, das Schulhaus wurde im Oktober 1817 genannt.
Merkendorf wurde während des Zweiten Weltkriegs Anfang April 1945 von amerikanischen Truppen eingenommen. Sie zerstörten Straßen und Felder. Mit 550 alteingesessenen Merkendorfern und ca. 300 Flüchtlingen war das Dorf überbelegt.
Die Gemeinde bestand aus den Gemeindeteilen Laubend und Merkendorf und wurde im Zuge der Gebietsreform in Bayern am 1. Januar 1972 in die Gemeinde Memmelsdorf eingegliedert.

## Besonderheiten
Im Ort befinden sich zwei Brauereien mit Gasthöfen: Brauerei und Gasthof Hummel und Brauerei und Gasthof Wagner.

## Einrichtungen
- SV 1950 Merkendorf
- Sportschützen Merkendorf
- RV Concordia 09 Merkendorf
- Sportzentrum
- Freiwillige Feuerwehr
- Pfarrkirche Kreuzerhöhung
- Haus für Kinder (Kindertagesstätte und Kindergarten)
- Jugend- und Vereinshaus

## Städtefreundschaften
Merkendorf unterhält freundschaftliche Beziehungen zu gleichnamigen Orten im deutschsprachigen Raum. Die folgenden Orte haben sich zum Verein Europäische Merkendorfs e. V. zusammengeschlossen:
- Merkendorf bei Bamberg in Bayern
- Merkendorf bei Coburg in Bayern
- Merkendorf bei Ansbach in Bayern
- Merkendorf bei Zeulenroda-Triebes in Thüringen
- Merkendorf bei Eutin in Schleswig-Holstein
- Merkendorf bei Feldbach in der Steiermark

Alle zwei Jahre findet ein Treffen in einem anderen Merkendorf statt, um sich auszutauschen und sportliche und kulturelle Veranstaltungen durchzuführen.